# Francisco Scaramanga
(Francisco Scaramanga nel film Agente 007 - L'uomo dalla pistola d'oro - 1974)
Francisco Scaramanga (a volte soprannominato Pistols o chiamato con il diminutivo Paco nel romanzo) è un personaggio immaginario, nemico di James Bond.
È il principale antagonista del romanzo L'uomo dalla pistola d'oro e dell'omonimo film, nel quale è stato interpretato da Christopher Lee; l'interpretazione di Lee viene giudicata la migliore tra tutti i villain dei film con Roger Moore.

## Biografia
Considerato il migliore sicario al mondo, tanto da avere un compenso di un milione di dollari a incarico, Scaramanga è noto come "L'uomo dalla pistola d'oro" per via della sua particolarissima arma personale costituita da una penna Waterman, un accendino, un portasigarette Colibrì e un gemello da polso come grilletto, il tutto realizzato in argento e placcato d'oro. Il profilo psicologico del sicario è inquietante e implicitamente viene lasciato intendere che sia omosessuale; viene anche fatto cenno al fatto che abbia partecipato ad operazioni criminali come quelle dei romanzi Goldfinger e Una cascata di diamanti.
Nel romanzo viene descritto come un uomo snello alto un metro e 90 (facendo di lui il secondo villain più alto della serie dopo il dottor Kananga, alto due metri), di circa 35 anni, con i capelli a spazzola rossicci e folte basette e occhi marroni. Lavora spesso al soldo del KGB o della polizia segreta di Fidel Castro. Il suo passato è rivelato solo in parte: di origini catalane, lavora in un circo come acrobata e si prende cura di un elefante che considera il suo unico amico. Quando l'animale venne ucciso dal direttore del circo Francisco, allora sedicenne, si vendicò uccidendolo a sua volta. Nel 1958 emigrò negli Stati Uniti, dove si inimicò varie bande criminali, e l'anno successivo si stabilì a Cuba. Bond raggiunge Scaramanga in Giamaica, dove 007 finge di essere un agente di sicurezza freelance: Scaramanga lo assume come guardia del corpo in vista di un prossimo incontro con dei gangster; durante la riunione, tuttavia, un agente del KGB riconosce Bond facendo saltare la sua copertura. 007 uccide i gangster e in una sparatoria ferisce Scaramanga, ma prima che possa finire il pistolero questi spara a Bond con un proiettile avvelenato della sua arma di riserva, una Derringer oro. Bond risponde al fuoco con la sua pistola Walter PPK .32, uccidendo Scaramanga all'istante.
Nel film ha i capelli neri, è eterosessuale (ha infatti un'amante di nome Andrea Andres, che cederà anche al fascino di Bond) e ha un terzo capezzolo (caratteristica che compare anche nel romanzo nella descrizione redatta dal servizio segreto). Per sua stessa ammissione il suo idolo è Al Capone e vive in una piccola isola del Mar Cinese assieme ad Andrea, al maggiordomo nano Nick Nack e a un meccanico di nome Kra in una casa principesca, nella quale si allena in una sala degli specchi. Scaramanga vuole mettere alla prova le sue abilità contro Bond, che egli considera il suo unico degno rivale, e viene assoldato per rubare l'agitatore Solex, un componente elettronico necessario per una avanzatissima tecnologia ad energia solare che il sicario - dopo aver ucciso il suo committente - intende vendere al migliore offerente e che alimenta la sua stessa abitazione. Nelle battute finali Scaramanga e Bond, anziché ingaggiare il solito combattimento corpo a corpo, si sfidano ad un duello con le pistole da cui infine la spia inglese esce vincitore.

## Curiosità
- Nella serie animata Ed, Edd & Eddy Eddy rivela che Ed ha tre capezzoli "come quel cattivo di James Bond", chiaro riferimento a Scaramanga.
- Nella serie animata I Simpson ad avere un terzo capezzolo è il clown Krusty, altro omaggio al personaggio di Scaramanga.
- Scaramanga è il secondo nemico di Bond ad utilizzare una pistola d'oro: questa particolarità è posseduta anche da Auric Goldfinger.
- Christopher Lee era stato scritturato per interpretare il dottor No, ma venne poi scelto Joseph Wiseman. L'attore era inoltre cugino di Ian Fleming, creatore di 007.